# Maman Colibri (pièce de théâtre)
Pour les articles homonymes, voir Maman Colibri.
Maman Colibri est une pièce de théâtre d'Henry Bataille créée le 8 novembre 1904 au théâtre du Vaudeville ,, reprise le 25 mars 1911, au théâtre de l'Athénée.

## Distribution
| Rôles                             | Première 8 novembre 1904 Théâtre du Vaudeville | Reprise 25 mars 1911 Théâtre de l'Athénée |
| --------------------------------- | ---------------------------------------------- | ----------------------------------------- |
| Irène de Rysberghe(Maman Colibri) | Berthe Bady                                    | Berthe Bady                               |
| Miss Deacon                       | Hélène Harlay                                  | Alice Nory                                |
| Madeleine Chadeaux                | Yvonne de Bray                                 | Suzanne Goldstein                         |
| Baron de Rysberghe                | Léon Lérand                                    | Jean Kemm                                 |
| Richard de Rysberghe              | Louis Gauthier                                 | Roger Monteaux                            |
| Georges de Chambry                | André Brulé                                    |                                           |
|                                   |                                                |                                           |